# Pont-Péan
Pont-Péan (tiếng Breton: Pont-Pagan, Gallo: Pont-Riaunt) là một xã của tỉnh Ille-et-Vilaine, thuộc vùng Bretagne, miền tây bắc nước Pháp.

## Dân số
Người dân ở Pont-Péan được gọi là Pont-Péannais.
| Năm | 1962 | 1968 | 1975 | 1982 | 1990 | 1999 |
| --- | ---- | ---- | ---- | ---- | ---- | ---- |
| Dân số | 1271 | 1355 | 1287 | 1565 | 2011 | 3213 |
| From the year 1962 on: No double counting—residents of multiple communes (e.g. students and military personnel) are counted only once. |      |      |      |      |      |      |